# Vechtevoort
Vechtevoort (Hoge Sant, Hogesant, Vegtevoort, Nieuw Vechtevoort) is een voormalige buitenplaats te Maarssen op de westelijke oever van de Vecht. Eind 18e eeuw verscheen op de plaats Nieuw Vechtevoort door vernieuwing of een zeer ingrijpende verbouwing maar het behield zijn functie als buitenplaats. Dit bouwwerk is erkend als rijksmonument.

## Bouwkundige geschiedenis
De eerste (houten) bebouwing heeft op deze plaats al plaatsgevonden sinds 1300. De buitenplaats is gebouwd op een zanderige oeverwal. De stenen bebouwing wordt rond 1600 voor het eerst genoemd onder de naam het huis Hogesant. De naam Vechtevoort wordt voor het eerst in 1633 genoemd. Over de oorsprong daarvan doen verschillende verhalen de ronde. Eén verklaring gaat ervan uit dat de oorspronkelijke bebouwing ook al die naam had. Na een ingrijpende verbouwing aan het einde van de 18e eeuw wordt het huis ook Nieuw Vechtevoort genoemd.
Het huis heeft een hoog zadeldak aan de zijkant in een topgevel eindigend. Het heeft in het begin van de 20e eeuw een witgepleisterde lijstgevel gehad. Op het dak bevinden zich drie dakkapellen.
Vanaf 1972 is het huis gerestaureerd en ontpleisterd.

## Eigenaren
Het huis heeft vele eigenaren gehad waaronder Abraham Aboabab alias Dionies Genis, de eerste Portugese Jood die zich in Maarssen vestigt op een buitenplaats.

## Doeleinden
Het huis heeft ook vele functies gehad, waaronder die van katholieke schuilkerk, synagoge, jongeherenkostschool en bakkerij. In het huis is nu een apotheek gevestigd.